# 连续函数

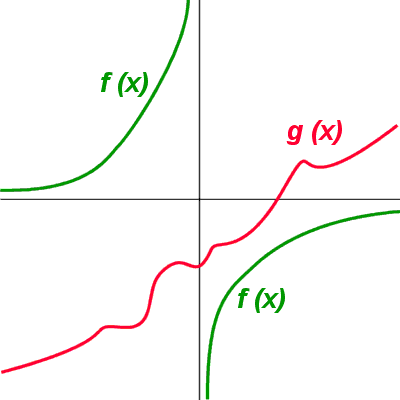
连续函数与不连续函数

连续函数（英語：continuous function）是指函数在数学上的属性为连续。直观上来说，连续的函数就是当输入值的变化足够小的时候，输出的变化也会随之足够小的函数。
如果输入值的某种微小的变化会产生输出值的一个突然的跳跃甚至无法定义，则这个函数被称为是不连续函数，或者说具有不连续性。非连续函数一定存在间断点。
举例来说，考虑描述一棵树的高度随时间而变化的函数{\displaystyle h(t)}，那么这个函数是连续的（除非树被砍断）。又例如，假设{\displaystyle T(P)}表示地球上某一点{\displaystyle P}的空气温度，则这个函数也是连续的。事实上，古典物理学中有一句格言：“自然界中，一切都是连续的。”相比之下，如果{\displaystyle M(t)}表述在时间t的时候银行账户上的钱币金额，则这个函数无论在存钱或者取钱的时候都会有跳跃，因此函数{\displaystyle M(t)}是不连续的。

## 实值连续函数
最基本也是最常见的连续函数是定义域为实数集的某个子集、取值也是实数的连续函数。例如前面提到的树的高度，就是属于这一类型。这类函数的连续性可以用直角坐标系中的图像来表示。一个这样的函数是连续的，如果粗略地说，它的图像为一个单一的不破的曲线，并且没有间断、跳跃或无限逼近的振荡。
严格来说，设{\displaystyle f}是一个从实数集的子集{\displaystyle \mathbf {I} \subset \mathbb {R} }射到{\displaystyle \mathbf {J} \subset \mathbb {R} }的函数：{\displaystyle f:\mathbf {I} \longrightarrow \mathbf {J} }。{\displaystyle f}在{\displaystyle \mathbf {I} }中的某个点{\displaystyle c}处是连续的当且仅当以下的两个条件满足：
1. {\displaystyle f}在点{\displaystyle c}上有定义。
2. {\displaystyle c}是{\displaystyle \mathbf {I} }中的一个聚点，并且无论自变量{\displaystyle x}在{\displaystyle \mathbf {I} }中以什么方式接近{\displaystyle c}，{\displaystyle f(x)}的极限都存在且等于{\displaystyle f(c)}。

我们称函数到处连续或处处连续，或者简单的称为连续，如果它在其定义域中的任意一点都连续。更一般地，当一个函数在定义域中的某个子集的每一点处都连续时，就说这个函数在这个子集上是连续的。

### 定义
不用极限的概念，也可以用下面所谓的{\displaystyle \varepsilon -\delta }方法来定义实值函数的连续性。
仍然考虑函数{\displaystyle f:\mathbf {I} \longrightarrow \mathbf {J} }。假设{\displaystyle c}是{\displaystyle f}的定义域中的元素。函数{\displaystyle f}被称为是在{\displaystyle c}点连续当且仅当以下条件成立：
对于任意的正实数{\displaystyle \varepsilon >0}，存在一个正实数{\displaystyle \delta >0}使得对于任意定义域中的{\displaystyle x\in \mathbf {I} }，只要{\displaystyle x}满足{\displaystyle c-\delta <x<c+\delta }，就有{\displaystyle f(c)-\varepsilon <f(x)<f(c)+\varepsilon }成立。

连续性的“{\displaystyle \varepsilon -\delta }定义”由柯西首先给出。
更直观地，函数{\displaystyle f}是连续的当且仅当任意取一個{\displaystyle \mathbf {J} }中的点{\displaystyle f(c)}的鄰域{\displaystyle \Omega }，都可以在其定义域{\displaystyle \mathbf {I} }中选取点{\displaystyle x}的足够小的鄰域，使得{\displaystyle x}的鄰域在函數{\displaystyle f}上的映射下都會落在{\displaystyle f(c)}的鄰域{\displaystyle \Omega }之內。 
以上是针对单变量函数（定义域在{\displaystyle \mathbb {R} }上的函数）的定义，这个定义在推广到多变量函数时也是成立的。度量空间以及拓扑空间之间的连续函数定义见下一节。

### 例子
- 所有多项式函数都是连续的。各类初等函数，如指数函数、对数函数、平方根函数与三角函数在它们的定义域上也是连续的函数。
- 绝对值函数也是连续的。
- 定义在非零实数上的倒数函数{\displaystyle f={\frac {1}{x}}}是连续的。但是如果函数的定义域扩张到全体实数，那么无论函数在零点取任何值，扩张后的函数都不是连续的。
- 非连续函数的一个例子是分段定义的函数。例如定义{\displaystyle f}为：{\displaystyle f(x)=1}如果{\displaystyle x>0}，{\displaystyle f(x)=0}如果{\displaystyle x\leq 0}。取{\displaystyle \varepsilon ={\frac {1}{2}}}，不存在{\displaystyle x=0}的{\displaystyle \delta }-邻域使所有{\displaystyle f(x)}的值在{\displaystyle f(0)}的{\displaystyle \varepsilon }邻域内。直觉上我们可以将这种不连续点看做函数值的突然跳跃。
- 另一个不连续函数的例子为符号函数。

### 连续函数的性质
如果两个函数{\displaystyle f}和{\displaystyle g}是连续的，{\displaystyle \lambda }为一个实数，那么{\displaystyle \displaystyle f+g}、{\displaystyle \displaystyle \lambda f}和{\displaystyle \displaystyle fg}都是连续的。所有连续函数的集合构成一个环，也构成一个向量空间（实际上构成一个代数）。如果对于定义域内的所有{\displaystyle x}，都有{\displaystyle g(x)\neq 0}，那么{\displaystyle {\frac {f}{g}}}也是连续的。 
两个连续函数的复合函数{\displaystyle f\circ g}也是连续函数。
如果实函数{\displaystyle f}在闭区间{\displaystyle [a,b]}内连续，且{\displaystyle k}是某个{\displaystyle f(a)}和{\displaystyle f(b)}之间的数，那么存在某个{\displaystyle [a,b]}内的{\displaystyle c}，使得{\displaystyle f(c)=k}。这个定理称为介值定理。例如，如果一个小孩在五岁到十岁之间身高从1米增长到了1.5米，那么期间一定有某一个时刻的身高正好是1.3米。 
如果{\displaystyle f}在{\displaystyle [a,b]}内连续，且{\displaystyle f(a)}和{\displaystyle f(b)}一正一负，则中间一定有某一个点{\displaystyle c}，使得{\displaystyle f(c)=0}。这是介值定理的一个推论。 
如果{\displaystyle f}在闭区间{\displaystyle [a,b]}内连续，则它一定取得最大值，也就是说，总存在{\displaystyle c\in [a,b]}，使得对于所有的{\displaystyle x\in [a,b]}，有{\displaystyle f(c)\geqslant f(x)}。同样地，函数也一定有最小值。这个定理称为极值定理。（注意如果函数是定义在开区间{\displaystyle (a,b)}内，则它不一定有最大值和最小值，例如定义在开区间{\displaystyle (0,1)}内的函数{\displaystyle f(x)={\frac {1}{x}}}。）
如果一个函数在定义域中的某个点{\displaystyle f(c)}可微，则它一定在点{\displaystyle c}连续。反过来不成立；连续的函数不一定可微。例如，绝对值函数在点{\displaystyle c=0}连续，但不可微。

## 度量空间之间的连续函数
现在考虑从度量空间{\displaystyle (X,d_{X})}到另一个度量空间{\displaystyle (Y,d_{Y})}的函数{\displaystyle f}。
{\displaystyle f}在{\displaystyle c\in X}是连续的，則对任何实数{\displaystyle \varepsilon >0}，存在一个实数{\displaystyle \delta >0}使得{\displaystyle \forall x\in X}，只要满足{\displaystyle d_{X}(x,c)<\delta }，就满足{\displaystyle d_{Y}(f(x),f(c))<\varepsilon }。
这个定义可以用序列与极限的语言重述：
如果函数{\displaystyle f}在点{\displaystyle c}连续，則对{\displaystyle X}中任何序列{\displaystyle \{x_{n}\}}，只要{\displaystyle \lim \limits _{n\rightarrow \infty }x_{n}=c}，就有{\displaystyle \lim \limits _{n\rightarrow \infty }f(x_{n})=f(c)}。连续函数将极限变成极限。
后一个条件可以减弱为：
{\displaystyle f}在{\displaystyle c}点连续，当且仅当对{\displaystyle X}中任何序列{\displaystyle \{x_{n}\}}，只要{\displaystyle \lim \limits _{n\rightarrow \infty }x_{n}=c}，就滿足序列{\displaystyle \{f(x_{n})\}}是一个柯西序列。连续函数将收敛序列变成柯西序列。

### 性質
- 閉集關於連續函數的原像為閉集
- 開集關於連續函數的原像為開集
- 緊緻集透過連續函數的像是緊緻集
- 連通集透過連續函數的像是連通集

## 拓扑空间之间的连续函数
如上连续函数的定义可以自然地推广到一个拓扑空间到另一拓扑空间的函数：对拓扑空间{\displaystyle X}与{\displaystyle Y}，函数{\displaystyle f:X\rightarrow Y}是连续的当且仅当任何开集{\displaystyle V\subseteq Y}的逆像{\displaystyle f^{-1}(V)}是{\displaystyle X}中开集。

## 历史
函数的连续性质在很长时间内被认为是当然的。
第一个比较严格的定义归功于伯纳德·波尔查诺。他在1817年用德文写下的定义是这样的：函数{\displaystyle f}在{\displaystyle x}点是连续的，当且仅当：
“……若{\displaystyle h}足够小时，{\displaystyle f(x+h)-f(x)}比任何事先给定的量都小”。
然后波尔查诺在证明中值定理时用{\displaystyle \epsilon }来表示所谓“事先给定的量”。
六年以后，柯西在1823年也给了一个定义，但此定义还不如波尔查诺前面给出的定义清楚：
“……{\displaystyle f(x+h)-f(x)}的大小随着{\displaystyle h}的减小而不确定地减小。……变量（指{\displaystyle x}）的一个无穷小的增长会导致函数本身（指{\displaystyle f(x)}）的一个无穷小的增长”。
这里的无穷小指的是：一个量的“绝对值不断而无止境地减小以至于小于任何一个事先给定的量”。
现代的{\displaystyle \epsilon -\delta }定义只要把波尔查诺在其证明里的写法中“事先给定的量”用{\displaystyle \epsilon }来代替就可以了。这个现代定义第一次公开发表在刊物上是1874年由魏尔斯特拉斯的一个学生海涅根据魏尔斯特拉斯的讲义写的。